# Среден автомобил
Среден автомобил (също малък семеен автомобил или компактен автомобил) е категория леки автомобили със средни размери – по-големи от тези на малък автомобил, но по-малки от тези на голям автомобил. В антимонополната практика на Европейската комисия тези автомобили са определяни като пазарен сегмент C. Към 2017 година най-продаваните средни автомобили в Европа са „Фолксваген Голф“, „Шкода Октавия“ и „Форд Фокус“.
- Фолксваген Голф
- Шкода Октавия
- Форд Фокус
- Опел Астра
- Рено Меган
- Ауди A3

## Дефиниция
Агенцията за опазване на околната среда на САЩ изготвя дефиниции за класовете автомобили. Въз основа на комбинирания пътнически и товарен обем, средният клас автомобили имат обем на интериора от 2,8 – 3.1 м3.